# رد لیک (تگزاس)
رد لیک، تگزاس (به انگلیسی: Red Lick, Texas) یک شهر در ایالات متحده آمریکا با جمعیت ۸۵۳ نفر است که در تگزاس واقع شده‌است.

## موقعیت جغرافیایی
موقعیت جغرافیایی شهرها و مناطق اطراف به شرح زیر است: